# 圣比森特德尔帕拉西奥
圣比森特德尔帕拉西奥，是西班牙卡斯蒂利亚-莱昂巴利亚多利德省的一个市镇。总面积38平方公里，总人口239人（2001年），人口密度6人/平方公里。